# Ophthalmitis suppressaria
Ophthalmitis suppressaria là một loài bướm đêm trong họ Geometridae.